# Флометон (Алабама)
Флометон (англ. Flomaton) — місто (англ. town) в США, в окрузі Ескамбія штату Алабама. Населення — 1466 осіб (2020).

## Географія
Флометон розташований за координатами 31°0′53″ пн. ш. 87°15′22″ зх. д. / 31.01472° пн. ш. 87.25611° зх. д. (31.014816, -87.256016).  За даними Бюро перепису населення США в 2010 році місто мало площу 13,46 км², з яких 13,17 км² — суходіл та 0,29 км² — водойми.

## Демографія
Згідно з переписом 2010 року, у місті мешкало 1440 осіб у 593 домогосподарствах у складі 398 родин. Густота населення становила 107 осіб/км².  Було 689 помешкань (51/км²).
Расовий склад населення:
| - 69,5 % — білих - 27,2 % — чорних або афроамериканців - 1,6 % — корінних американців - 0,1 % — вихідців з тихоокеанських островів - 0,1 % — азіатів |

До двох чи більше рас належало 1,1 %. Частка іспаномовних становила 2,3 % від усіх жителів.
За віковим діапазоном населення розподілялося таким чином: 27,2 % — особи молодші 18 років, 57,6 % — особи у віці 18—64 років, 15,2 % — особи у віці 65 років та старші. Медіана віку мешканця становила 37,4 року. На 100 осіб жіночої статі у місті припадало 87,0 чоловіків;  на 100 жінок у віці від 18 років та старших — 86,0 чоловіків також старших 18 років.
Середній дохід на одне домашнє господарство  становив 34 693 долари США (медіана — 24 406), а середній дохід на одну сім'ю — 38 750 доларів (медіана — 27 500). Медіана доходів становила 30 729 доларів для чоловіків та 22 153 долари для жінок. За межею бідності перебувало 30,2 % осіб, у тому числі 42,3 % дітей у віці до 18 років та 13,8 % осіб у віці 65 років та старших.
Цивільне працевлаштоване населення становило 563 особи. Основні галузі зайнятості: освіта, охорона здоров'я та соціальна допомога — 18,1 %, роздрібна торгівля — 17,8 %, виробництво — 15,1 %.